# The White Stripes
The White Stripes fue una banda estadounidense de rock alternativo, también algunas veces considerada dentro del movimiento del garage rock. Fue formada en 1997 en Detroit (Míchigan) por la pareja compuesta por Jack White (voz, guitarra, bajo, piano) y Meg White (batería, voz). Después de publicar sus primeras canciones y grabar dos álbumes de estudio, formaron parte del resurgimiento del garage rock de los años 60, caracterizado por su baja fidelidad de sonido y sus composiciones y arreglos simples inspirados principalmente por el punk rock, el blues rock, el folk rock y la música country. Su tercer y cuarto álbum White Blood Cells y Elephant de 2001 y 2003 respectivamente, los consagró en la escena musical internacional y llamó la atención de una gran variedad de medios de comunicación en los Estados Unidos y en Reino Unido con el sencillo «Seven Nation Army», que se convirtió en su mayor éxito.
El 15 de junio de 2007 fue lanzado su más reciente álbum de estudio Icky Thump, que arrancó en la posición número 2 en la lista estadounidense Billboard 200. Después de un largo periodo sin conciertos ni nuevas grabaciones, la banda lanzó un álbum en directo grabado durante su gira por Canadá y un año más tarde anunció su disolución. Durante toda su trayectoria publicaron un total de seis álbumes de estudio, uno en directo y dos en vídeo, con ventas próximas a los 10 millones de copias en todo el mundo, de los cuales dos millones han sido en su país natal. Cada uno de sus últimos tres álbumes ha ganado el premio Grammy por Mejor Álbum de Música alternativa.

## Historia

### Formación (1997)
Jack Anthony Gillis (de nombre real John Anthony Gillis), como se le conocía entonces, participó en su primera experiencia de músico profesional como batería de la banda de cowpunk, Goober & the Peas. Esto lo llevó a trabajar con otras bandas como The Go, en la que Jack entró como guitarrista. Su mentor y vecino, Brian Muldoon tocó la batería con ellos e informalmente se solían llamar Two Part Resin. Jack conoció a Megan White con la que se casó el 21 de septiembre de 1996. De manera poco ortodoxa, Jack tomó el apellido de Meg.
Jack continuó moviéndose por múltiples bandas. Un año más tarde Meg White comenzó a aprender a tocar la batería. En palabras de Jack: «Cuando comenzó a tocar la batería conmigo, sólo por diversión, se sentía liberador y refrescante. Había algo en ella que me abría.» Entonces el dúo se convirtió en The White Stripes y se presentó públicamente por primera vez el 14 de agosto de 1997 en el Gold Dollar en Detroit.
The White Stripes comenzó su carrera como parte de la escena del garage rock subterráneo de Míchigan, tocando con algunas bandas locales como: The Dirtbombs, The Bantam Rooster, The Paybacks y Rocket 455. La banda firmó con el sello Italy Records, un sello independiente punk con sede de Detroit de Dave Buick. Buick se acercó a ellos en un bar y les preguntó si les gustaría grabar un sencillo para el sello. Jack se negó inicialmente pero después reconsideró la oferta. Su primer sencillo «Let's Shake Hands» fue publicado en febrero de 1998. El sencillo fue limitado a 1000 copias de vinilo. Esto continuó con otro sencillo «Lafayette Blues» que también se limitó a 1000 copias en vinilo. Su tercer sencillo «The Big Three Killed My Baby» con una nueva discográfica Sympathy for the Record Industry, salió en marzo de 1999.
Durante la fase inicial de su carrera, Jack y Meg White presentaron varias descripciones sobre su relación. En muchas entrevistas Jack dijo que él y Meg eran hermanos. Esta afirmación se creía y siguió creyéndose a pesar de que varias fuentes afirmaban que eran una pareja divorciada. Más tarde en 2001 surgió la prueba de su matrimonio. Sin embargo; la pareja continuó insistiendo públicamente que eran hermano y hermana. La pareja se divorció en 2000 justo antes de ganar amplia atención y fama. En una entrevista de 2005 con la revista Rolling Stone Jack White confirmó que este secreto fue con intención de mantener la atención en su música en lugar de su relación como pareja.

Cuando ves una banda formada por solo dos intengrantes, marido y mujer, novio y novia, piensas, 'Oh ya veo...". Cuando son hermano y hermana, dices, 'Oh, eso es interesante. Se interesan más por la música y no por la relación, ya sea si están tratando de salvar su relación por estar en una banda.

### The White Stripes(1999)
La banda lanzó su álbum debut (homónimo) The White Stripes el 15 de junio de 1999 con el sello discográfico de Sympathy for the Records Industry. El álbum fue producido por Jack White y por el diseñador Jim Diamond en su estudio Ghetto Recorders ubicado en Detroit. Se desprendió solo un sencillo del álbum «The Big Three Killed My Baby». El álbum fue en parte dedicado al semaninal músico de Misisipi Son House, un artista que influyó grandemente a Jack. La canción «Cannon» del álbum, contiene partes de una versión a capela interpretada por House de la tradicional canción americana de blues «John the Revelator». The White Stripes más tarde también versionaría la canción «Death Letter» en su siguiente álbum de estudio. Mirando hacia atrás, hacia su álbum debut, en una entrevista de 2003 con Guitar Player, Jack dijo: «Todavía siento que no hemos rematado nuestro primer álbum. Es el más crudo, el más poderoso y el álbum más Detroit de sonido que hemos hecho.»
La revista Allmusic comento sobre el álbum:

La voz de Jack White es singular, una evocadora combinación de punk, metal y blues, mientras que su trabajo como guitarrista es grande, tocando apenas suficientes toques líricos de diapositivas y también su sutil trabajo de solista. Meg White equilibra el calado y el razonamiento con platillos de forma metódica, repuesta con platillos y bombo. Todos los grupos de punk-country-blues-metal deberían de sonar así de bien.

A finales de 1999, The White Stripes publicó una nueva canción «Hands Springs». La canción fue lanzada como un doble sencillo en formato de sencillo split "7", compartiendo la cara B del vinilo con la banda The Dirtbombs. Este material se limitó solamente 2000 vinilos ejemplares. Actualmente el álbum se encuentra, como la mayoría de los discos en vinilo de la banda, agotado y difícil de encontrar.

### De Stijl(2000)

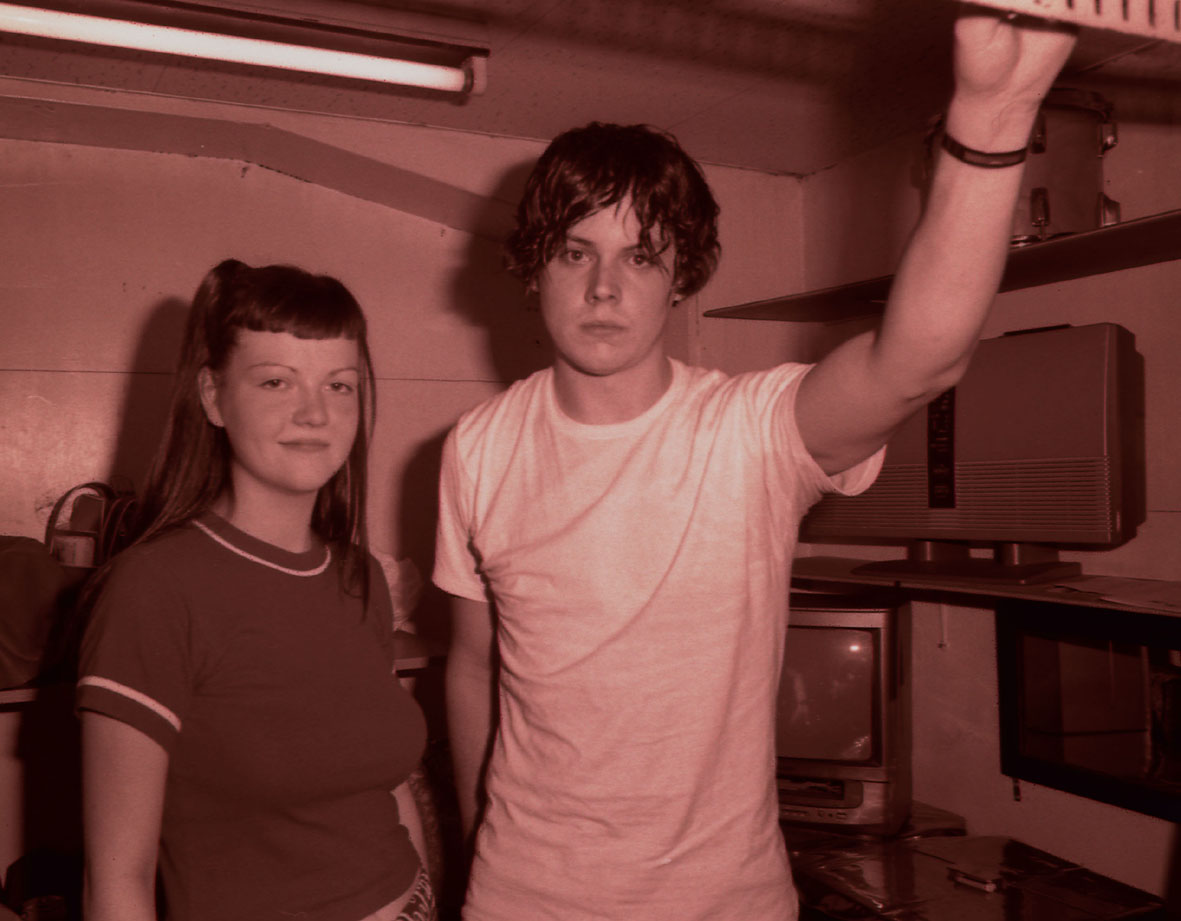
The White Stripes en la trastienda del club Shinjuku Jam de Tokio en 2000, a un público de 10 a 20 personas, en su primera gira por Japón.

El segundo álbum de la banda De Stijl fue lanzado nuevamente con el sello de Symphaty for Recording Industry el 20 de junio de 2000. Este álbum es considerado un clásico de culto. Algunas canciones del álbum fueron auto-grabadas en un cartucho analógico de 8 pistas en el cuarto de Jack. Este álbum muestra la simplicidad del estilo blues de la banda y su fusión con el punk antes de llegar al éxito. El título del álbum proviene del movimiento de artes neerlandés del mismo nombre. Los elementos comunes de la estética De Stijl se muestran en la portada del álbum, donde están Jack y Meg sobre un fondo abstracto de rectángulos y líneas rojas, negras y blancas. La banda cito los aspectos minimalistas y deconstruccionista del diseño del álbum como fuente de inspiración para su propia imagen y presentación musical. Este álbum fue dedicado al diseñador y arquitecto Gerrit Rietveld del movimiento De Stijl así como al influyente músico de blues Blind Willie McTell.
La canción «Hello Operator» fue lanzada como sencillo split junto a una versión de la canción «Jolene». Otra canción del álbum, «Party of Special Things to Do» fue lanzada en disco de vinilo con la discográfica Sub Pop en diciembre de ese mismo año. El vinilo completo se compone de tres canciones originalmente compuestas por Captain Beefheart, un músico de blues experimental. Una canción del álbum llamada «Hardest button to button» apareció en un episodio de la serie de televisión Los Simpson. De Stijl fue posicionado en el puesto número #38 de la revista independiente Billboard, cuando la popularidad de The White Stripes comenzó a incrementarse.

### White Blood Cells(2001)
Su siguiente álbum de estudio White Blood Cells fue el tercer lanzamiento de la banda con la discográfica Sympathy for Recording Industry. El álbum fue lanzado el 3 de julio de 2001. Desde la semana de lanzamiento, la banda disfrutó de su primer gran éxito significativo durante todo el año. Posteriormente en 2002 el álbum fue relanzado con la discográfica V2 Records. El estilo garage rock del álbum atrajo gran público y un buen recibimiento de la parte de la crítica y fue aclamado en el Reino Unido y poco después también en los Estados Unidos, convirtiéndolos en una de las bandas más aclamadas del 2002.
Varios medios elogiaron el enfoque de la banda de "volver a lo básico" junto con la banda Daily Mirror, siendo llamados como la banda más grande desde los Sex Pistols. Un año después el lanzamiento, la revista Q nombró a The White Stripes como una de las «50 bandas para ver antes de morir». El álbum alcanzó la posición número #61 en el conteo Billboard 200, siendo certificado disco de oro con el logró de haber vendido más de 500.000 unidades. El álbum también fue posicionado en el número #55 en Reino Unido, lo que fue amplificado por el nuevo sencillo «Fell in Love with a Girl» junto a un vídeo musical de animación creado para el sencillo y dirigido por Michel Gondry.
El vídeo ganó tres premios en los MTV Video Music Award de 2002: Mejor vídeo, Mejores efectos especiales y Mejor edición. También fue nominado para el vídeo del año, aunque no ganó, la revista Stylus después colocó a White Blood Cells en su lista de los 50 mejores como el decimocuarto mejor álbum entre 2002 a 2005, mientras que Pitchfork Media clasificó el álbum como el octavo en su lista de los 100 mejores álbumes de 2002 a 2004.

### Elephant(2003)
La banda lanzó su cuarto álbum de estudio titulado Elephant el 1 de abril de 2003 con la discográfica V2 Records. El álbum recibió buena crítica y se convirtió en su momento en su álbum más exitoso, además del primero en entrar en el Top 10 del Reino Unido y Estados Unidos. No mucho después de su lanzamiento el álbum recibió certificación de doble platino en Reino Unido y certificación de disco de platino en los Estados Unidos.
El álbum fue grabado en un proceso de grabación de dos semanas con el ingeniero británico Liam Watson en sus estudios Toe Rag en Londres. Jack White se encargó de la producción del álbum con equipo anticuado, incluyendo nuevamente un cartucho de 8 pistas y equipo de grabación de los años 60.
Elephant fue aclamado por la crítica durante su lanzamiento. Recibió un perfecto 5 estrellas en la revista Rolling Stone y disfrutó de un 92% de calificación positiva en Metacritic. Pese al aumento de fama de la banda, Allmusic considera que el álbum suena aún más cabreado, paranoico y sorprendente que su predecesor, es más oscuro y más difícil que White Blood Cells. En el álbum además, Jack estrena su destacado usó de solos de guitarra. En agosto la revista Rolling Stone colocó en una edición especial a Jack White en el puesto número 17 de los "100 guitarristas más grandes de todos los tiempos". Ese mismo año, la revista en su edición especial de «50 años de Rock & Roll» posicionó al álbum en el puesto número 390 en la lista de los "500 mejores álbumes de todos los tiempos". En 2009 el álbum llegó al puesto número 18 en la NME de los "100 mejores álbumes de la década".
El álbum fue liderado por el sencillo con mayor éxito comercial hasta el momento, «Seven Nation Army». También incluye la canción «The Hardest Button to Button» y una versión de la canción de Burt Bacharach, «I Just Don't Know What to Do With Myself». El 8 de febrero de 2004 el álbum ganó el premio Grammy al Mejor Álbum de Música Alternativa y «Seven Nation Army» ganó el de Mejor Canción de Rock. Jack y Meg aparecieron en la película de Jim Jarmusch, Coffee & Cigarettes en un segmento titulado «Jack enseña a Meg su bobina tesla».

### Under Blackpool Lights(2004)
El 7 de diciembre de 2004, la banda lanzó al mercado su primer álbum en directo titulado Under Blackpool Lights, un DVD que contiene un concierto grabado en el Empress Ballroom en Winter Gardens, el cual filmado enteramente en 16mm durante dos recitales. El DVD fue dirigido por Dick Carruthers. Jack White alertó a los fanáticos de secretos sobre el filme. Uno de los cuales se notaba en su brazo, en el cual se leía la palabra «Noxious» u «Obnoxious» en ciertos puntos de la película, debido a que este fue filmado en dos noches.

### Get Behind Me Satan(2005)

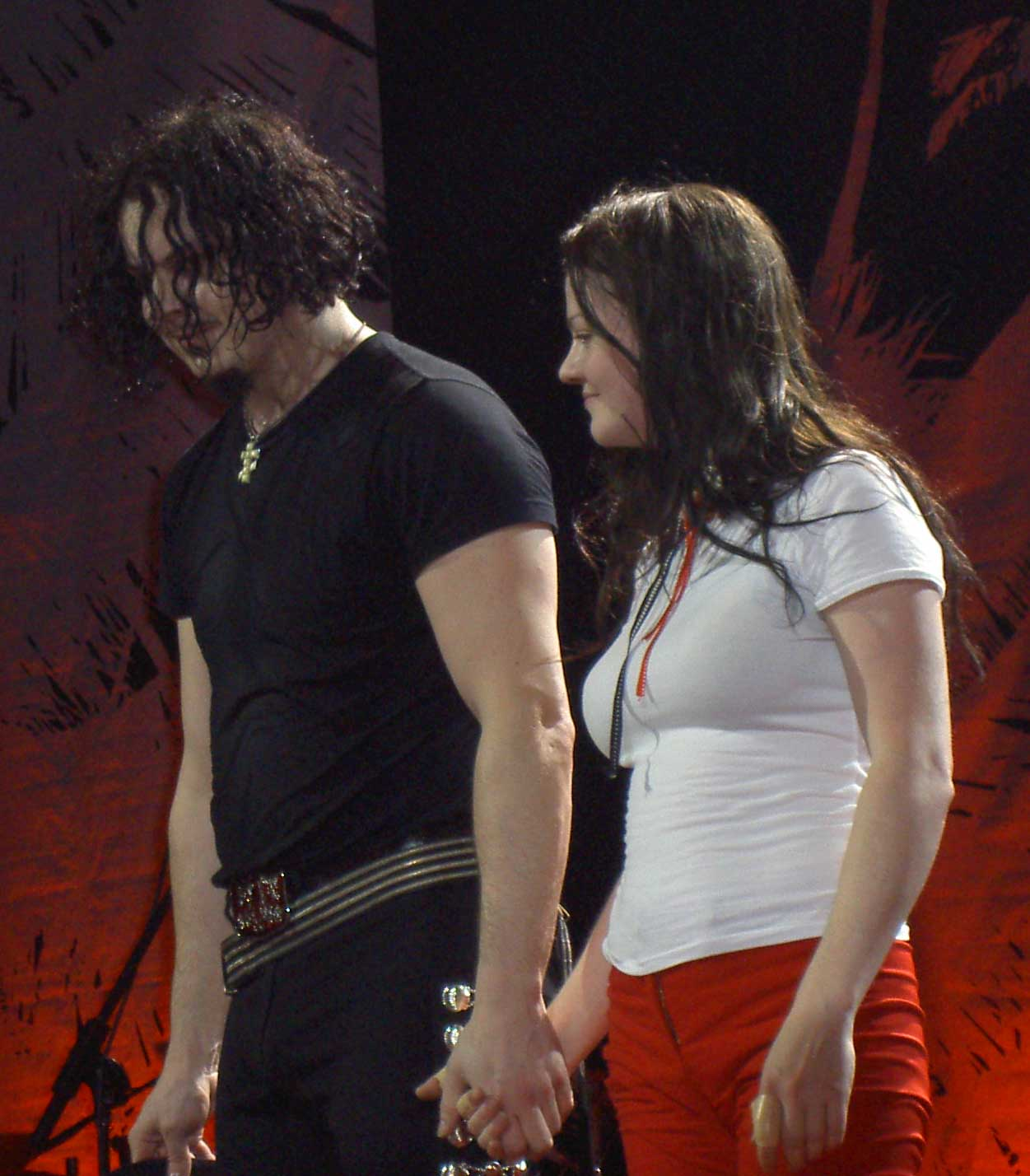
Jack y Meg White en 2005.

Su quinto álbum, Get Behind Me Satan, fue lanzado en Estados Unidos el 7 de junio de 2005 con el sello discográfico de V2 Records y XL Recordings. El título del álbum hace referencia a una famosa cita de Jesús en el Evangelio de Mateo contra el discípulo Simón Pedro en el capítulo 16:23 del nuevo testamento (en la versión de James, la cita es un poco diferente. «Quítate de delante de mí, satanás» (en inglés Get thee behind me Satan). El álbum fue grabado en Detroit en la casa de Jack. El álbum ha recibido críticas positivas tanto por parte de los fanes como de la crítica. Se destacó la confianza en las melodías de piano impulsadas y la experimentación con marimba en «The Nurse» y «Forever for Her (Is Over for Me)», el álbum minimizó el estilo blues y punk que la banda había dominado en sus anteriores álbumes. Sin embargo, a pesar de esto, Jack y Meg fueron aclamados por la crítica por sus frescas interpretaciones de sus inspiraciones clásicas.
Jack también utiliza una técnica distinta a sus demás álbumes, cambiando su guitarra eléctrica por una acústica en la mayoría de las canciones, debido a que sintió que sus riffs de guitarra podrían ser superados por una guitarra rítmica predominante y enfocada. La revista Rolling Stone clasificó el álbum como el tercer mejor álbum del año, recibiendo también un premio Grammy al Mejor Álbum de Música Alternativa en 2006. El primer sencillo fue «Blue Orchid» una canción que se popularizó en la radio por satélite y algunas emisoras FM. El segundo sencillo «My Doorbell» y «The Denial Twist» respectivamente. Para cada uno de los sencillos se realizó un vídeo musical. El sencillo «My Doorbell» fue nominado a Mejor Interpretación pop de un dúo o grupo.
The White Stripes pospuso ir a Japón en su gira mundial debido a un incidente con las cuerdas vocales de Jack. Los médicos le recomendaron a Jack no cantar ni hablar durante dos semanas. Luego de recuperarse completamente regresaron a los escenarios en Auckland, Nueva Zelanda para encabezar el Big Day Out Tour. La banda lanzó una versión del tema de Tegan and Sara «Walking With a Ghost» en iTunes el 13 de noviembre del 2005. La canción fue lanzada el 6 de diciembre junto con cuatro canciones de la banda grabadas en vivo en su primer EP Walking With a Ghost.
En octubre de 2006 fue anunciado en la página web oficial de la banda que se grabaría un álbum de avant-garde que consistiría de canciones escritas por Jack en versión de grabaciones orquestales llamado Aluminium. el 6 de noviembre el álbum estuvo disponible de pre-orden, debido al gran interés de los admiradores, la reserva anticipada del álbum terminó agotándose en poco menos de un día. La banda aparecieron en Los Simpson con el hit de su canción The Hardest Button to Button. El proyecto fue concebido por Richard Russell, el fundador de XL Recordings, que además coprodujo el álbum con Joby Talbot. El álbum fue grabado entre agosto de 2005 y febrero de 2006 en los estudios Intimate Wapping, Londres junto a una orquesta. El álbum estuvo disponible exclusivamente a través de la página web del álbum, donde fue agotada una edición limitada de 3.333 CD y 999 LP. Para febrero de 2007 el álbum había alcanzado la cifra de 850.000 unidades vendidas y en las próximas semanas la cifra se incrementó a casi un millón de copias vendidas sólo en los Estados Unidos.

### Icky Thump(2007)
El 12 de enero de 2007 se anunció que en un proceso de reconstrucción V2 Records ya no lanzaría nuevo material con The White Stripes, dejando a la banda sin una discográfica. Sin embargo, el contrato de la banda había expirado anteriormente. En febrero fue anunciado que la banda había firmado un contrato con Warner Bros. Records para lanzar un nuevo álbum.
La banda lanzó su sexto álbum de estudio Icky Thump el 18 de junio de 2007 en los Estados Unidos y un día después en Europa, sudeste de Asia y Japón con su nuevo sello Warner Bros. Records. Este fue su primer álbum con esta discográfica desde que la banda dejó V2 Records en 2006 y firmó un nuevo contrato. Icky Thump debutó en el puesto número uno en el UK Album Chart y en el puesto número dos del Billboard 200 vendiendo 223.000 copias en su primera semana. Más tarde, a finales de julio, el álbum fue certificado disco de oro en Estados Unidos. El 10 de febrero de 2008 ganó un premio Grammy por Mejor Álbum de Música Alternativa. Para marzo de ese mismo año el álbum había vendido 725.125 copias sólo en Estados Unidos.
Tras el buen recibimiento de Get Behind Me Satan, Icky Thump marcó una vuelta al punk, garage rock e influencias blues que caracterizaban la banda. El álbum fue grabado en el Blackbird Studio de Nashville y tomó casi tres semanas en ser grabado el más largo álbum de duración de The White Stripes hasta la fecha. También sería su primer álbum con una canción de larga duración. La publicación del álbum tuvo lugar después de una serie de conciertos en Europa y uno en América del Norte en Bonnaro.
Antes de la publicación del álbum, tres canciones estaban previamente en NME, «Icky Thump», «You Don't Know What Love Is (You Just Do As You're Told)» y «Conquest» respectivamente como sencillos del álbum. La NME describió las canciones como una canción con experimentales riffs pesados que suenan a los 70, otra canción de amor melódico fuerte y una mezcla inesperada de grandes guitarras y una sección de viento audaz, respectivamente. En la lista Billboard de Estados Unidos, el 12 de mayo «Icky Thump», el primer sencillo, se convirtió en el primer sencillo de la banda en entrar al Top 40, alcanzando el número 26, luego trazó hasta el número 2 en las listas del Reino Unido.

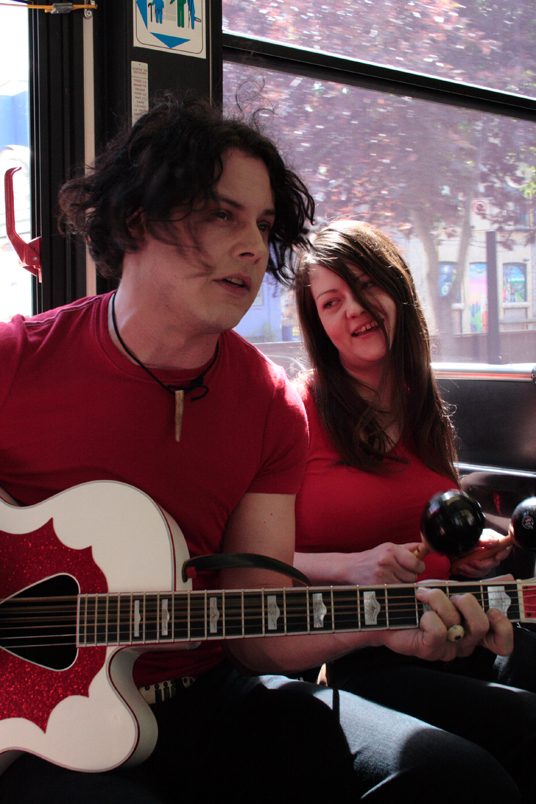
The White Stripes dando un espectáculo improvisado para los fanáticos en un autobús de Winnipeg, MB en 2007.

El 25 de abril, el dúo anunció que se embarcaría en una gira por Canadá en diez provincias, además de Yukón, Nunavut y en los territorios del noroeste. Jack argumentó: «Nunca habíamos hecho una gira por Canadá, Meg y yo pensábamos que era hora de ir a por el cerdo entero, queremos aprovechar este viaje a los confines del paisaje canadiense del océano de permafrost. La mejor manera de hacerlo era asegurar que llevaríamos a cabo todas las provincias en todos los territorios del país, desde Yukón hasta Isla del Príncipe Eduardo. Otro momento especial de esta gira sería el espectáculo que tendría lugar en Glace Bay, Nueva Escocia el 14 de julio en el décimo aniversario de aniversario The White Stripes». El violinista canadiense Ashley Maclsaac abrió para la banda en el programa Glace Bay, a principios de 2007, donde Mclsaac y Jack habían descubierto que eran parientes lejanos. También fue en esa época cuando Jack se enteró de su relación con la violinista canadiense Natalia MacMaster.
El 24 de junio, apenas unas horas antes de su concierto en Deer Lake Park, The White Stripes inició su gira por Canadá realizando un espectáculo de 40 minutos para un grupo de 30 niños en el Centro de la Juventud de Creekside en Burbany. La gira canadiense también estuvo marcado por conciertos en pequeños mercados como Glace Bay, Whitehouse y Iqaluit así como frecuentes presentaciones secretas difundidas principalmente en cargos de salas pequeñas e incluyendo en un foro de fanes de The White Stripes. Más conciertos se incluyen en un boliche de Saskatoon, un centro juvenil en Edmonton, Winnipeg, en un autobús de tránsito y en el parque Forks en Whitehouse en el centro de Toronto, en el molino harinero de Arva en Ontario, en el salón de villar Locas On Salter en Halifax, Nueva Escocia y un famoso espectáculo en la calle George Street, St. John's en San Juan de Terranova. Algunos clips de vídeo de varios de estos conciertos fueron subidos a Youtube. Además, la banda grabó el vídeo de «You Don't Know What Love Is (You Just Do As You're Told)» en Iqaluit.
El 11 de septiembre se anunció la cancelación de 18 conciertos debido a que Meg sufría de ansiedad aguda. Un día después se anunció la cancelación del Icky Thump Tour que incluía fechas en Estados Unidos y en el Reino Unido.
Más tarde la banda grabó bajo el nombre de The White Stripes una versión en español de la canción «Conquest». También se anunció que esta versión titulada Conquista, sería lanzada como nuevo sencillo.

### Trabajos posteriores y ruptura (2008-2011)
En 2008 Jack White informó que The White Stripes estaba trabajando en séptimo álbum de estudio. Por otro lado, Jack formó una banda llamada The Dead Weather con Jack Lawrence, Dean Fertita y Alison Mosshart, aunque Jack estableció que en el momento su nuevo álbum era su máxima prioridad. Jack publicó un poema el 6 de julio en Detroit llamado Free Press, aclarando conceptos erróneos acerca de su amor sobre su ciudad natal debido a comentarios negativos anteriores acerca de la escena musical de su ciudad y su traslado a Nashville en 2006. En septiembre, Jack tuvo una lesión cervical, haciéndole cancelar su comparencia y prevista presentación en el MTV Europe Awards para noviembre.
Una película concierto, Under Great White Northern Lights fue estrenada en el Festival Internacional de Cine de Toronto el 18 de septiembre de 2009. La película fue dirigida por Emmett Malloy, quien grabó documentos de la gira de la banda durante el verano de 2007 a través de Canadá y contiene escenas sobre y fuera del escenario. Jack y Meg estuvieron presentes durante el estreno y expresaron un breve discurso antes de que comenzara la película sobre su amor por Canadá y la razón por la que decidieron estrenar su película en Toronto. Una segunda película titulada Under Nova Scotian Lights fue preparada para un lanzamiento en DVD. La banda actuó en directo por primera vez desde septiembre de 2007 en el último episodio de Late Night with Conan O'Brien el 20 de febrero de 2009, donde interpretó una versión alternativa en directo de «We're Going to Be Friends». Esta fue la última interpretación en vivo de la banda.
En una entrevista con Self-Titled, Jack mencionó la creación de una película de The White Stripes que pensaba ser lanzada a finales de 2009. En un artículo del 6 de mayo con MusicRadar.com, Jack mencionó que grabaría con Meg canciones del concierto en el programa de Conan diciendo: Hemos grabado un par de canciones en el nuevo estudio. Acerca de un nuevo álbum Jack dijo: «No está muy lejos, tal vez para el próximo año.» Jack también explicó la ansiedad aguda de Meg durante la última gira de The White Stripes: «Acabo de terminar una gira con The Raconteurs y eso se fue a la derecha, así que yo estaba a toda velocidad. Meg había venido de un callejón sin interrupción durante un año y entro de nuevo en la locura. Meg es una chica muy tímida, pero sobre una persona muy callada y tímida, al ir a toda velocidad en un callejón sin detenernos sería abrumador, y por esa razón tuvimos que tomarnos un descanso.»
En 2010, un anuncio del Super Bowl de la reserva de la fuerza aérea de Estados Unidos causó que The White Stripes tomara un insulto fuerte y oposición contra la fuerza aérea que presentó y anunció con implicación que licenciamos una de nuestras canciones para fomentar la contratación durante una guerra que no apoyamos. La fuerza aérea negó que dicha canción fuese de la banda y la música fue marcada por una agencia de publicidad para el comercial.
En una entrevista con contactmusic.com Jack afirmó que el nuevo trabajo con The White Stripes sería extraño. Definitivamente sería extraño ir con The White Stripes de nuevo y tener que repensar mi juego, y añadió, pero eso sería lo mejor, porque sería un nuevo The White Stripes. En septiembre se anunció que la banda contribuiría en la canción de «Rated X» para un álbum recopilatorio de Loretta Lynn, tratándose de una reedición de la versión anterior de la canción.
A finales de 2010 The White Stripes relanza sus primeros tres álbumes con el sello discográfico de Jack Third Man Records en vinilo en 180 gramos y 500 vinilos limitados. Jack también hizo alusión a una posible reunión de The White Stripes en una entrevista de ese mismo año con la revista Vanity Fair donde Jack dice: «Pensamos que nos gustaría hacer un montón de cosas que nunca habíamos hecho, una gira completa por Canadá, un documental, un libro de gran formato, un álbum en vivo, una caja de juego, ahora que hemos conseguido un montón de cosas fuera de nuestro sistema, Meg y yo podemos volver al estudio y empezar de cero.»
El 2 de febrero de 2011, el dúo anunció que oficialmente dejaría de grabar y de interpretar música como The White Stripes. En este comunicado la banda negó cualquier diferencia artística, problema de salud o cualquier pelea, argumentando "una infinidad de razones, primordialmente para preservar lo hermoso y especial de la banda".

## Características musicales

### Estilo

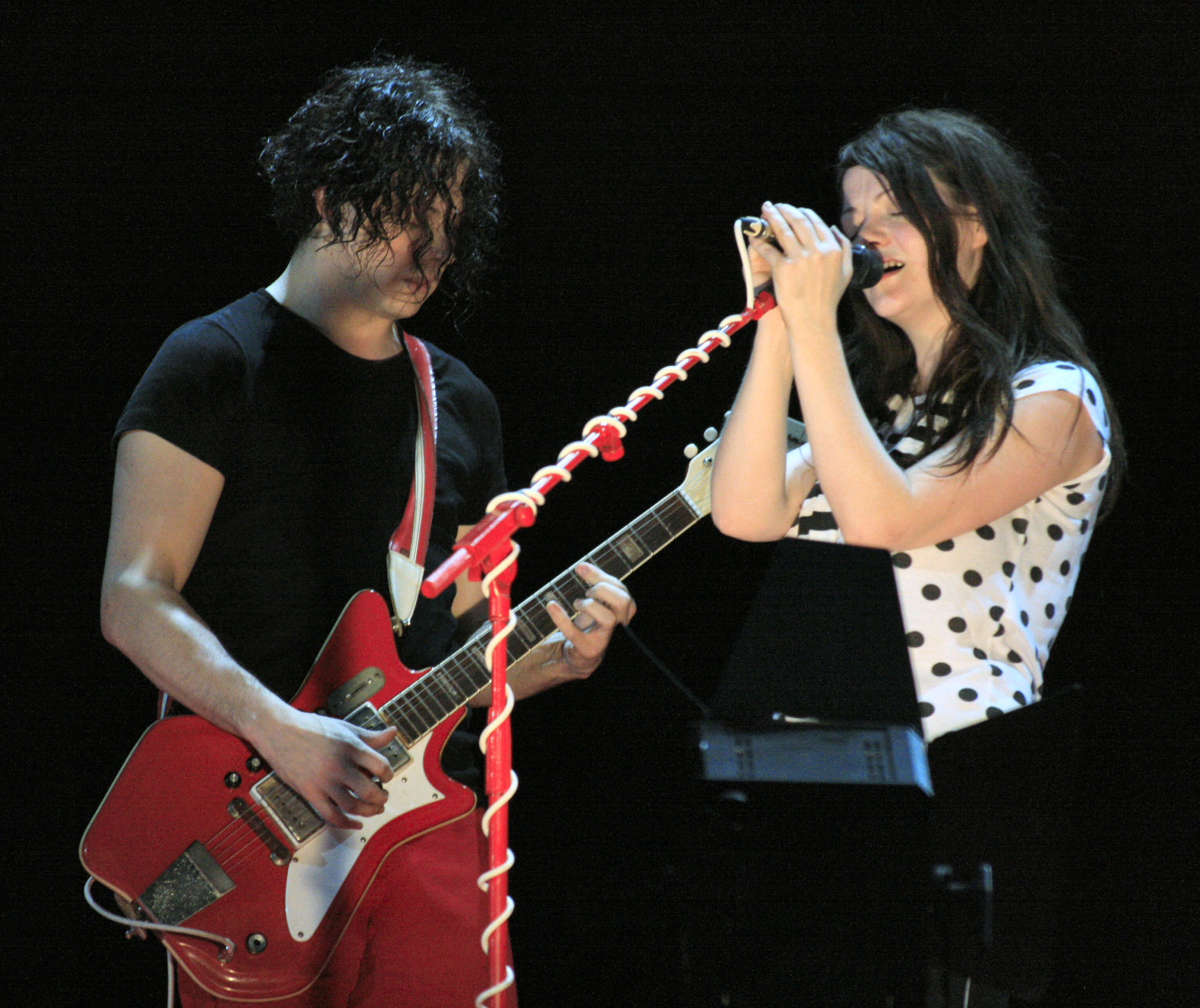
The White Stripes en el festival O2 Wireless en Londres en 2007

Los elementos musicales y estilísticos de The White Stripes están conectados a tierra y raíces del punk rock y garage rock. En concreto, las influencias más importantes de la banda son los músicos de blues, Son House, Blind Willie McTell, Robert Johnson y las bandas de garage rock The Gories y The Sonics, También el sonido protopunk de Detroit de bandas como MC5 y The Stooges, además de grupos como The Cramps, Velvet Underground y los comienzos de la banda punk de Los Ángeles The Gun Club. Jack también ha declarado en numerosas ocasiones que el blues es la influencia dominante en sus composiciones y las raíces de la música de la banda, indicando que él cree que es tan sagrado que tocar no le hace justicia. Acerca de la música de The Gun Club en concreto, Jack White ha dicho: «Sex Beat», «'She's Like Heroin to Me» y «For the Love of Ivy»... ¿Por qué no enseñan estas canciones en las escuelas?». Bandas fuertes de blues rock como los The Rolling Stones y AC/DC también han influenciado a la banda, especialmente Led Zeppelin, ya que Jack ha afirmado: «No se puede confiar en nadie que no le guste Led Zeppelin.»
La música tradicional del país como la de Hank Williams, Loretta Lynn, Rockabilly, Wanda Jackson y Gene Vincent, el surf rock de Dick Dale y la música popular de Lead Belly y Bob Dylan también han influido en el sonido de la banda. Meg White ha dicho que uno de sus músicos favoritos es Bob Dylan. Jack ha tocado en vivo con él y ha declarado: «Tengo tres padres, mi padre biológico, dios y Bob Dylan.»
En su presentación en la película documental It Might Get Loud, Jack muestra su estilo minimalista y el ingenio mediante la construcción de una guitarra rudimentaria en un entorno campestre. La guitarra fue construida en un tablón de madera, dos clavos, una botella de coca-cola de vidrio, una cuerda de guitarra y una camioneta, terminando su actuación con su frase memorable: «¿Quién dice que hay que comprarse una guitarra?».

### Equipamiento instrumental
The White Stripes se caracteriza por estar compuesto por solo dos miembros, lo que limitó los instrumentos utilizados en vivo. Jack, el principal compositor dijo que eso no era un problema y que siempre centrada la banda alrededor del número 3. Todo era voz, guitarra/bajo, teclado, piano y batería. Desde sus comienzos la banda llamó la atención por su preferencia de uso de equipo de grabación anticuado. Con pocas excepciones, Jack muestra su parcialidad continua hacia los amplificadores y pedales de la década de los 60. Jack utiliza una serie de efectos para crear su sonido, un DigiTech Whammy IV para alcanzar sus expectativas que de otra forma serían imposible realizar con una guitarra normal. Por ejemplo sin el pedal de efecto, las canciones «Seven Nation Army» y «The Hardest Button to Button» requirieron un bajo, la canción «Black Math» sería muy difícil de tocar sin el traste veintinueve.
En directo, Jack utiliza frecuentemente sus guitarras Randy Parsoms Custom Guitar, JB Hutto Montgomery Airline 1964, Harmony Rocket, Creswood Astral II 1970 y una Kay Hollowbody 1950. También, mientras toca utiliza el pedal MXR Micro-Amp, Electro-Harmonix Big Muff Pi Distortion/sustainer y un Electro-Harmonix POG. También utiliza el pedal afinador Boss TU-2, conecta esa configuración a un amplificador Twin Reverb 1970 y dos 100-Watt Sears Silverstone 1485 emparejados con dos gabinetes Silverstone 6x4. Además de la afinación estándar, Jack utiliza también varias afinaciones abiertas.
Jack también ha utilizado otros instrumentos como una mandolina F-Style Gibson, rodas con teclas graves y un piano Steinway. Utilizó la marimba en las canciones «The Nurse», «Forever Her (Is Over for Me)» así como también en «Who's A Big Baby?» y «Top Special». El estilo de batería de Meg es una parte importante en el sonido de la banda, aunque nunca tomó clases. Ella ha utilizado la marca de batería Ludwig-Musser y platillos paiste y dice que sus presentaciones de calentamiento consisten en Whisky y Red Bull.
Jack White restó importancia a las críticas de su estilo diciendo:

Nunca he pensado,"Dios", quiero a Neil Peart en esta banda. Es un poco raro cuando las personas critican el hip-hop, tienen miedo de abrirse por miedo a ser llamados racistas, pero no piensas eso de los músicos de sexo femenino. Meg es la parte de mayor importancia en nuestra banda, no habría funcionado con nadie más porque hubiera sido demasiado complicado, ella fue mi puerta para tocar blues.

Meg White dijo acerca de su manera de tocar:

Aprecio a otros tipos de baterías que tocan de manera diferente, pero no solo es mi estilo lo que funciona en esta banda. Me sale a veces y voy a través de los periódicos en los que realmente me molestan. Pero entonces pienso en ello y me doy cuenta de que esto es lo que realmente se necesita para la banda y trato de divertirme con Jack tanto como sea posible. Yo solo sé que Jack toca muy bien en este punto que siempre sé algo de lo que él va a hacer. Siempre puedo intuir hacia dónde va él con las cosas solo por su estado de ánimo y su actitud al tocar. De vez en cuando él me manda por un tubo, pero generalmente puedo mantenerlo donde quiero.

Aunque Jack era el vocalista, Meg cantó en cinco canciones de la banda, «In the Cold, Cold Night», «Passive Manipulation», «Who's A Big Baby?» «St. Andrew (This Battle Is in the Air)» y «Well it's true that we love one another».

## Miembros
- Jack White: voz, guitarra, bajo, teclado (1997-2011)
- Meg White: batería, percusión, voz, pandero (1997-2011)

## Discografía
Álbumes de estudio
- 1999: The White Stripes
- 2000: De Stijl
- 2001: White Blood Cells
- 2003: Elephant
- 2005: Get Behind Me Satan
- 2007: Icky thump

Recopilatorios
- 2020: Greatest hits